# Луценко, Алексей Александрович
Алексе́й Алекса́ндрович Луце́нко (род. 7 сентября 1992, Большая Малышка, Северо-Казахстанская область) — казахстанский шоссейный велогонщик, выступающий с 2013 года за команду мирового тура «Astana Pro Team». Чемпион мира в групповой гонке среди молодёжи 2012 года. Трёхкратный чемпион Азиатских игр (2014 и 2018).

## Биография
Родился в селе Большая Малышка Кызылжарского района Северо-Казахстанской области. Земляк Александра Винокурова, который родом из соседнего села Бишкуль.
До 7 класса учился в сельской средней школе и гонял велосипед, мечтая о славе своего кумира. Позже перешёл в областную специализированную школу-интернат для одаренных в спорте детей в Петропавловске. В 2007 году в 15-летнем возрасте выполнил норматив мастера спорта РК и затем поступил в академию спорта «Кокше» (город Кокшетау).
Также тренировался в Школе высшего спортивного мастерства у заслуженного тренера РК Виктора Потапова и тренера Владимира Ремыги. В 2010 году выиграл чемпионат Азии среди юниоров и стал мастером спорта международного класса.
В 2011—2012 годах гонялся в молодёжной команде «Astana Continental».
В сентябре 2012 года после победы на чемпионате мира до 23 лет в групповой гонке 20-летний Луценко подписал 3-летний контракт с профессиональной велогруппой Astana Pro Team, генеральным менеджером которой был Александр Винокуров.
Летом 2013 года за эту победу на чемпионате мира до 23 лет в групповой гонке получил звание заслуженного мастера спорта Республики Казахстан.
В сентябре 2014 года Луценко стал чемпионом Летних Азиатских игр-2014 в Инчхоне (Корея) в индивидуальной гонке на 42 км.
20 июня 2015 года впервые выиграл этап на ПРО-туре — 8-й этап Тура Швейцарии в гонке по Берну, а через неделю впервые стал чемпионом Казахстана в индивидуальной гонке по шоссе.
11 марта 2016 года Луценко выиграл 5-й этап велогонки Париж — Ницца 2016, в августе Astana Pro Team продлила контракт с Луценко ещё на два года, а в октябре он выиграл 8-й этап, а затем и весь Тур Хайнаня.
В феврале 2017 года Луценко в составе сборной Казахстана (алиас молодёжный состав Astana Pro Team) стал чемпионом Азии в командной гонке по шоссе в Бахрейне, а 23 августа выиграл впервые этап (5-й этап) на Гранд туре — Вуэльта Испании. 1 октября в четвёртый раз подряд выиграл ежегодный Тур Алматы. В итоге Алексея выбрали Спортсменом года в летних видах спорта по итогам голосования на сайте НОК РК.
В феврале 2018 года Луценко первым из казахстанских гонщиков победил в генеральной классификации Тура Омана, а в общем зачёте Astana Pro Team впервые взяла первое место на этом Туре. 1 июля Алексей также впервые в своей карьере стал чемпионом Казахстана в групповой гонке на 174 км по шоссе. 23 августа Луценко выиграл золото на Летних Азиатских Играх, на этот раз в групповой гонке на 150 км в Джакарте (Индонезия). А на следующий день победил в индивидуальной гонке с раздельным стартом. В октябре выиграл 4-й этап на Туре Турции, захватил лидерство на два этапа, но после заключительного 6-го этапа пропустил вперёд испанца Эдварда Прадеса лишь по бонусным секундам. По итогам года признан UCI лучшим гонщиком Азии.
В феврале 2019 года снова победил в Туре Омана, выиграв три этапа из шести и опередив в генерале на 44 секунды итальянца Доменико Поццовиво («Bahrain Victorious»). А 16 марта с двумя падениями сумел всё же вырвать четвёртый этап многодневки «Тиррено-Адриатико» у будущих победителей гонки словенца Приможа Роглича и британца Адама Йейтса.
. Сам же закончил гонку в зеленой майке лучшего горного и получил приз самого активного гонщика. В конце июня выиграл все три дистанции на Спартакиаде Казахстана (индивидуальная, командная и групповая гонки на шоссе). В октябре выигрывает однодневную гонку Мемориал Марко Пантани.
В 2020 году выиграл этап на Тур де Франс, который стал для него вторым победным этапом на супермногодневках.
В апреле 2023 года выигрывает многодневку Джиро ди Сицилия, опередив всех на завершающем четвертом этапе, а в октябре этого же года, второй раз в карьере, выигрывает однодневку Мемориал Марко Пантани.
13 августа 2024 года Алексей Луценко и израильский велопроект Israel-Premier Tech объявили, что они заключили контракт на два года и с 2025 года Алексей будет представлять команду с прицелом на классические однодневные гонки и недельные туры, где он чувствует себя наиболее сильным. По словам Алексея, после 12 лет проведённых в Астане ему захотелось испытать себя в новом коллективе и он надеется, что он сможет сделать свой вклад в достижения относительно молодого израильского велопроекта.

## Достижения
2012
1-й  Чемпионат мира U23 в групповой гонке
1-й Этап 1b Тур Болгарии
1-й Этап 5 Тур де л’Авенир
1-й Этап 5 Джиро Валле д’Аоста
2-й Гран-при Марбрьера
3-й Кубок наций Сегенея
2014
1-й  Тур Алматы
1-й  Азиатские игры в индивидуальной гонке
Тур Дании
1-й  Очковая классификация
1-й Этап 5 (КГ)
2015
1-й  Чемпионат Казахстана в индивид. гонке
1-й  Тур Алматы
1-й Этап 8 Тур Швейцарии
2016
1-й  Тур Хайнаня
1-й Этап 8
1-й  Тур Алматы
1-й Этап 5 Париж — Ницца
3-й Три дня Де-Панне
2017
1-й  Тур Алматы
1-й  Очковая классификация
1-й Этап 1
1-й Этап 5 Вуэльта Испании
1-й  Чемпионат Азии в командной гонке
3-й Дварс дор Фландерен
9-й Чемпионат мира в групповой гонке
2018
1-й  Чемпионат Казахстана в групповой гонке
Азиатские игры
1-й  индивидуальная гонка
1-й  групповая гонка
1-й  Тур Омана
1-й Этап 6 Тур Австрии
2-й Тур Турции
1-й Этап 4
2019
1-й  Тур Омана
1-й Этапы 2, 3 и 5
Тиррено — Адриатико
1-й Горная классификация
1-й Этап 4
Спартакиада Казахстана
1-й в индивидуальной гонке
1-й в групповой гонке
1-й в командной гонке
4-й Омлоп Хет Ниувсблад
7-й Критериум Дофине
7-й Страде Бьянке
2021
2-й Критериум Дофине
1-й на этапе 4
Кубок Уго Агостони

## Статистика выступлений

### Чемпионаты
| Соревнование          | Соревнование | 2013 | 2014 | 2015 | 2016 | 2017 | 2018 |
| --------------------- | ------------ | ---- | ---- | ---- | ---- | ---- | ---- |
| Летние Азиатские игры | ITT          | —    | 1    | —    | —    | —    | 1    |
| Летние Азиатские игры | RR           | —    | —    | —    | —    | —    | 1    |
| Чемпионат мира        | ITT          | 48   | —    | 36   | —    | 28   | 13   |
| Чемпионат мира        | RR           | НФ   | —    | 63   | НФ   | 9    | 36   |
| Чемпионат мира        | TTT          | —    | 12   | 8    | 9    | 11   | 10   |
| Чемпионат Казахстана  | ITT          | —    | —    | 1    | —    | —    | 5    |
| Чемпионат Казахстана  | RR           | —    | —    | —    | —    | —    | 1    |

### Гранд-туры
| Гонка           | 2013 | 2014 | 2015 | 2016 | 2017 | 2018 | 2019 |
| --------------- | ---- | ---- | ---- | ---- | ---- | ---- | ---- |
| Джиро д'Италия  | —    | —    | —    | —    | —    | 87   | —    |
| Тур де Франс    | НФ   | —    | —    | 62   | 71   | —    |      |
| Вуэльта Испании | 100  | —    | —    | —    | 75   | —    |      |

| —  | Не участвовал  |
| НФ | Не финишировал |